# 309 (numero)
Trecentonove (309) è il numero naturale dopo il 308 e prima del 310.

## Proprietà matematiche
- È un numero dispari.
- È un numero composto con 4 divisori: 1, 3, 103, 309. Poiché la somma dei suoi divisori (escluso il numero stesso) è 107 < 309, è un numero difettivo.
- È un numero semiprimo.
- È un numero palindromo nel sistema di numerazione posizionale a base 9 (373).
- È parte delle terne pitagoriche (309, 412, 515), (309, 5300, 5309), (309, 15912, 15915), (309, 47740, 47741).
- È un numero di Ulam.
- È un numero congruente.

## Astronomia
- 309P/LINEAR è una cometa periodica del sistema solare.
- 309 Fraternitas è un asteroide della fascia principale del sistema solare.

## Astronautica
- Cosmos 309 è un satellite artificiale russo.